# Agénor Bardoux

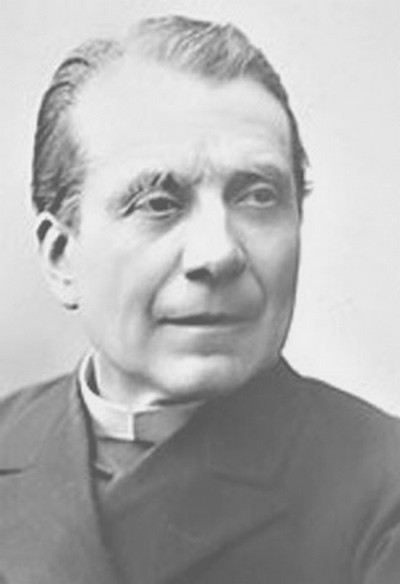
Agénor Bardoux

Agénor Bardoux (Bourges, 15 januari 1829 – Parijs, 23 november 1897) was een Frans politicus.

## Biografie
Agénor Bardoux werd in januari 1829 geboren in Bourges in het departement Cher. Hij studeerde rechten en was advocaat in Clermont-Ferrand. Later was hij deken van de advocaten aldaar. Als advocaat schroomde hij niet om voor zijn republikeinse sympathieën uit te komen. In 1869 werd hij in de gemeenteraad van zijn woonplaats gekozen en in 1871 volgde zijn verkiezing in de Kamer van Afgevaardigden (Chambre des Députés) voor het departement Puy-de-Dôme. In 1876 en in 1877 werd hij herkozen. In de Kamer van Afgevaardigden trad hij op als fractievoorzitter van de partij van centrumlinks (centre gauche), de meest gematigde republikeinse partij in het Franse parlement. Bardoux was een overtuigd republikein, maar tegelijkertijd ook een tegenstander van het antiklerikalisme.
Na de staatsgreep van 16 mei 1877 was hij een van de ondertekenaars van het Manifeste des 363 ("Manifest der 363") - een motie van wantrouwen tegen de regering van (de Orléanistische) De Broglie.

### Minister van Onderwijs, Schone Kunsten en van Kerkelijke Zaken
Agénor Bardoux was van 13 december 1877 tot 4 februari 1879 minister van Onderwijs, Schone Kunsten en van Kerkelijke Zaken in het kabinet-Dufaure V. Na zijn aftreden was hij nog tot 1881 kamerlid. In december 1882 werd hij senator voor het leven (sénateur inamovible).
Agénor Bardoux was van 1871 tot 1895 lid van de Generale Raad (Conseil Général) van het kanton Saint-Amant-Tallende. Van 1878 tot 1883 was hij president van de Generale Raad (Président du Conseil Général) van departement Puy-de-Dôme.
Hij overleed op 67-jarige leeftijd.

## Familie
Agénor Bardoux trouwde in 1873 met Clémence Villa (26 december 1847 - 2 december 1939). Hun zoon was Jacques Bardoux (1874-1959), een conservatief senator, wiens kleinzoon Valéry Giscard d'Estaing (1926-2020) is.

## Werken
- Les Legistes et leur influence sur la societe française (1878)
- Le Comte de Montlosier et le Gallicanisme (1880)
- Dix Annees de vie politique (1882)